# Ligue des champions de la LEN
La Ligue des champions de water-polo européen (European Water Polo Champions League en anglais) est une compétition européenne organisée par la Ligue européenne de natation (LEN) et mettant aux prises les meilleures équipes européennes masculines de water-polo. Elle fut appelée Coupe des champions de 1964 à 2003, puis Euroligue de water-polo jusqu'en 2011 (sans changement de formule de compétition en 2011).
De 1976 à 1995, le vainqueur affronte le vainqueur de la coupe des vainqueurs de coupe pour l'acquisition de la supercoupe d'Europe ; depuis 2002, la supercoupe est jouée contre le vainqueur du trophée LEN devenu LEN Euro Cup en 2011.
Une compétition féminine, conservant le nom de coupe des champions, est créée en 1987.

## Compétition
Dans les années 2000, selon les résultats de la meilleure équipe de chaque pays lors de l'édition précédente, les équipes entrent dans la compétition à l'un des trois tours consécutifs de qualification. Les huit qualifiés du troisième tour s'affrontent en quart de finale, avant une finale à quatre avec demi-finales et finale. Des passerelles existent pour que les meilleurs éliminés rejoignent la LEN Euro Cup (anciennement trophée de la LEN), troisième compétition européenne des clubs.
Le meilleur résultat pour une équipe française, est une troisième place obtenue par le Cacel Nice lors de l'édition 1992-1993.

### Palmarès
| Édition             | Vainqueur                                            | Finaliste                                            | Score                                                |                                                      |
| ------------------- | ---------------------------------------------------- | ---------------------------------------------------- | ---------------------------------------------------- | ---------------------------------------------------- |
| Coupe des Champions |                                                      |                                                      |                                                      |                                                      |
| 1964                | Partizan Belgrade (1)                                | Dinamo Moscou                                        | Round-robin                                          |                                                      |
| 1965                | Pro Recco (1)                                        | Partizan Belgrade                                    | Round-robin                                          |                                                      |
| 1966                | Partizan Belgrade (2)                                | SG Dynamo Magdebourg                                 | 8-7                                                  |                                                      |
| 1967                | Partizan Belgrade (3)                                | Pro Recco                                            | 10-8                                                 |                                                      |
| 1968                | Mladost Zagreb (1)                                   | Dinamo Bucarest                                      | 8-6                                                  |                                                      |
| 1969                | Mladost Zagreb (2)                                   | Dinamo Moscou                                        | 11-7                                                 |                                                      |
| 1970                | Mladost Zagreb (3)                                   | Pro Recco                                            | 7-6                                                  |                                                      |
| 1971                | Partizan Belgrade (4)                                | Mladost Zagreb                                       | 4-4                                                  |                                                      |
| 1972                | Mladost Zagreb (4)                                   | Pro Recco                                            | 4-2                                                  |                                                      |
| 1973                | Orvosegyetem SC (1)                                  | Partizan Belgrade                                    | 5-4                                                  |                                                      |
| 1974                | MGU Moscou (1)                                       | Orvosegyetem SC                                      | 4-3                                                  |                                                      |
| 1975                | Partizan Belgrade (5)                                | Orvosegyetem SC                                      | 6-2                                                  |                                                      |
| 1976                | Partizan Belgrade (6)                                | Vasas SC                                             | 6-5                                                  |                                                      |
| 1977                | CSK VMF Moscou (1)                                   | HZ Zian                                              | 7-5                                                  |                                                      |
| 1978                | CC Naples (1)                                        | CSK VMF Moscou                                       | 5-5                                                  |                                                      |
| 1979                | Orvosegyetem SC (2)                                  | CN Montjuïc                                          | 5-2                                                  |                                                      |
| 1980                | Vasas SC (1)                                         | Partizan Belgrade                                    | 9-7                                                  |                                                      |
| 1981                | Jug Dubrovnik (1)                                    | Wasserfreunde Spandau 04                             | 6-4                                                  |                                                      |
| 1982                | CN Barcelone (1)                                     | Wasserfreunde Spandau 04                             | 12-11                                                |                                                      |
| 1983                | Wasserfreunde Spandau 04 (1)                         | Dinamo Alma-Ata                                      | 17-16                                                |                                                      |
| 1984                | Pro Recco (2)                                        | Alphen                                               | 16-15                                                |                                                      |
| 1985                | Vasas SC (2)                                         | CSK VMF Moscou                                       | 21-16                                                |                                                      |
| 1986                | Wasserfreunde Spandau 04 (2)                         | Budapest Vasutas SC                                  | 14-13                                                |                                                      |
| 1987                | Wasserfreunde Spandau 04 (3)                         | Dinamo Moscou                                        | 17-13                                                |                                                      |
| 1988                | Pescara Pallanuoto (1)                               | Wasserfreunde Spandau 04                             | 21-19                                                |                                                      |
| 1989                | Wasserfreunde Spandau 04 (4)                         | CN Catalogne                                         | 22-21                                                |                                                      |
| 1990                | Mladost Zagreb (5)                                   | Wasserfreunde Spandau 04                             | 20-10                                                |                                                      |
| 1991                | Mladost Zagreb (6)                                   | CC Naples                                            | 21-17                                                |                                                      |
| 1992                | Jadran Split (1)                                     | RN Savones                                           | 21-20                                                |                                                      |
| 1993                | Jadran Split (2)                                     | Mladost Zagreb                                       | 13-12                                                |                                                      |
| 1994                | Újpest TE (1)                                        | CN Catalogne                                         | 21-17                                                |                                                      |
| 1995                | CN Catalogne (1)                                     | Újpest TE                                            | 15-13                                                |                                                      |
| 1996                | Mladost Zagreb (7)                                   | Újpest TE                                            | 13-10                                                |                                                      |
| 1997                | CN Posillipo (1)                                     | Mladost Zagreb                                       | 10-7                                                 |                                                      |
| 1998                | CN Posillipo (2)                                     | Pescara Pallanuoto                                   | 8-6                                                  |                                                      |
| 1999                | POŠK Split (1)                                       | VK Bečej                                             | 8-7                                                  |                                                      |
| 2000                | VK Bečej (1)                                         | Mladost Zagreb                                       | 11-8                                                 |                                                      |
| 2001                | Jug Dubrovnik (2)                                    | Olympiakós SFP                                       | 8-7                                                  |                                                      |
| 2002                | Olympiakós SFP (1)                                   | Budapest Honvéd                                      | 9-7                                                  |                                                      |
| 2003                | Pro Recco (3)                                        | Budapest Honvéd                                      | 9-4                                                  |                                                      |
| Euroligue           |                                                      |                                                      |                                                      |                                                      |
| 2004                | Budapest Honvéd (1)                                  | Jadran Herceg Novi                                   | 7-6                                                  |                                                      |
| 2005                | CN Posillipo (3)                                     | Budapest Honvéd                                      | 9-8                                                  |                                                      |
| 2006                | Jug Dubrovnik (3)                                    | Pro Recco                                            | 9-7                                                  |                                                      |
| 2007                | Pro Recco (4)                                        | Jug Dubrovnik                                        | 9-8                                                  |                                                      |
| 2008                | Pro Recco (5)                                        | Jug Dubrovnik                                        | 13-12                                                |                                                      |
| 2009                | Primorac Kotor (1)                                   | Pro Recco                                            | 8-7                                                  |                                                      |
| 2010                | Pro Recco (6)                                        | Primorac Kotor                                       | 9-3                                                  |                                                      |
| 2011                | Partizan Belgrade (7)                                | Pro Recco                                            | 11-7                                                 |                                                      |
| Ligue des Champions |                                                      |                                                      |                                                      |                                                      |
| 2012,               | Pro Recco (7)                                        | PK Primorje                                          | 11-8                                                 |                                                      |
| 2013                | Étoile rouge de Belgrade (1)                         | Jug Dubrovnik                                        | 8-7                                                  |                                                      |
| 2014                | CNA Barceloneta (1)                                  | Radnički Kragujevac                                  | 7-6                                                  |                                                      |
| 2015                | Pro Recco (8)                                        | PK Primorje                                          | 8-7                                                  |                                                      |
| 2016                | Jug Dubrovnik (4)                                    | Olympiakós SFP                                       | 6-4                                                  |                                                      |
| 2017                | Szolnok SC (1)                                       | Jug Dubrovnik                                        | 10-5                                                 |                                                      |
| 2018                | Olympiakós SFP (2)                                   | Pro Recco                                            | 9-7                                                  |                                                      |
| 2019                | Ferencváros TC (1)                                   | Olympiakós SFP                                       | 14-13                                                |                                                      |
| 2020                | Édition annulée en raison de la pandémie de Covid-19 | Édition annulée en raison de la pandémie de Covid-19 | Édition annulée en raison de la pandémie de Covid-19 | Édition annulée en raison de la pandémie de Covid-19 |
| 2021                | Pro Recco (9)                                        | Ferencváros TC                                       | 9-6                                                  |                                                      |
| 2022                | Pro Recco (10)                                       | Novi Beograd                                         | 17-16                                                |                                                      |
| 2023                | Pro Recco (11)                                       | Novi Beograd                                         | 14-11                                                |                                                      |
| 2024                | Ferencváros TC (2)                                   | Pro Recco                                            | 12-11                                                |                                                      |
| 2025                | Ferencváros TC (3)                                   | Novi Beograd                                         | 13-11                                                |                                                      |

### Clubs titrés
| Nombre de titres | Club                      | Premier titre | Dernier titre | Pays                     |
| ---------------- | ------------------------- | ------------- | ------------- | ------------------------ |
| 11               | Pro Recco                 | 1965          | 2023          | Italie                   |
| 7                | - Partizan Belgrade       | 1964          | 2011          | (Yougoslavie) Serbie     |
| 7                | - Mladost Zagreb          | 1968          | 1996          | (Yougoslavie) Croatie    |
| 4                | Wasserfreunde Spandau 04  | 1983          | 1989          | (RDA) Allemagne          |
| 4                | - Jug Dubrovnik           | 1997          | 2016          | (Yougoslavie) Croatie    |
| 3                | CN Posillipo              | 1981          | 2006          | Italie                   |
| 3                | Ferencváros TC            | 2019          | 2025          | Hongrie                  |
| 2                | Orvosegyetem SC           | 1973          | 1979          | Hongrie                  |
| 2                | Vasas SC                  | 1980          | 1985          | Hongrie                  |
| 2                | - Jadran Split            | 1992          | 1993          | (Yougoslavie) Croatie    |
| 2                | Olympiakós SFP            | 2002          | 2018          | Grèce                    |
| 1                | MGU Moscou                | 1974          | 1974          | (URSS) Russie            |
| 1                | CSK VMF Moscou (en)       | 1977          | 1977          | (URSS) Russie            |
| 1                | Circolo Canottieri Napoli | 1978          | 1978          | Italie                   |
| 1                | CN Barcelone              | 1982          | 1982          | Espagne                  |
| 1                | Pescara Pallanuoto        | 1988          | 1988          | Italie                   |
| 1                | Újpest TE                 | 1994          | 1994          | Hongrie                  |
| 1                | CN Catalunya              | 1995          | 1995          | Espagne                  |
| 1                | POŠK Split                | 1999          | 1999          | (Yougoslavie) Croatie    |
| 1                | VK Bečej                  | 2000          | 2000          | (Yougoslavie) Serbie     |
| 1                | Budapest Honvéd           | 2004          | 2004          | Hongrie                  |
| 1                | Primorac Kotor            | 2009          | 2009          | (Yougoslavie) Monténégro |
| 1                | Étoile rouge de Belgrade  | 2013          | 2013          | (Yougoslavie) Serbie     |
| 1                | Atlètic Barceloneta       | 2014          | 2014          | Espagne                  |
| 1                | Szolnok SC                | 2017          | 2017          | Hongrie                  |

## Sources
- [PDF] Palmarès des coupes européennes, Ligue européenne de natation, 2007 ; page consultée le 11 octobre 2009.